# Артемвугілля

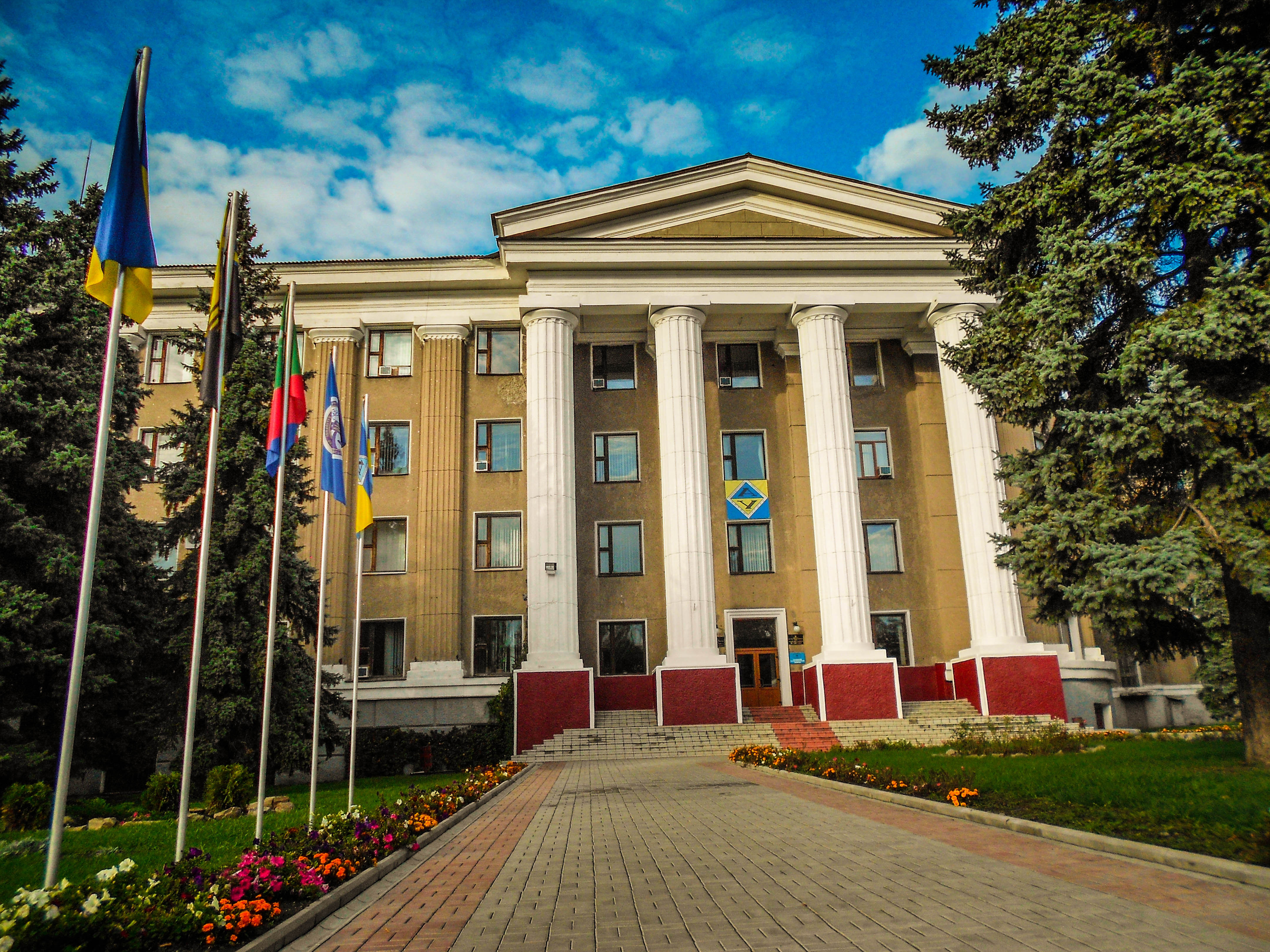
Будинок Артемвугілля на Леніна

ВО «Артемвугілля». Включає 2 шахти, які видобувають енергетичне та коксівне вугілля, загальний фактичний видобуток 577 230 т (2003). Кут падіння 45…65°. Потужність 0,5…1,3 м (90% пластів); 1,3…2,5 м. Глибина розробки до 1200 м. Для виробництва коксу використовується 92% вугілля. 
Адреса: 84601, просп. Леніна, 13, м. Горлівка, Донецької обл.

## Підприємства
- ДП «Шахта ім. М. І. Калініна»
- ДП «Шахта ім. К. Румянцева»

## Закриті шахти
- Шахта ім. Гайового
- ДП «Шахта «Комсомолець»
- ДП «Шахта «Олександр-Захід»
- ДП «Шахта ім. Ю. Гагаріна»
- ДП «Шахта ім. В.І.Леніна»
- Шахта «Кочегарка»

### Генеральні директори (начальники комбінату) «Артемвугілля»
- 1931–1932 — Рум'янцев Костянтин Андрійович
- 1932?–1935? — Зорін З.Е.
- 1937–1938 — Гордієнко
- .04.1945–1947 — Деордієв Григорій Степанович
- 1947–1947 — Худосовцев Микола Михайлович
- 1947–1953 — Зайцев Микола Олександрович
- 195.–195. — Анищенко Євген Юхимович
- 1961–1963 — Потапов Олександр Якович
- 1963–1965 — Сліпченко Леонід Дорофійович (1921—1975)
- 1965–1970 — Потапов Олександр Якович
- 1970–1975 — Парфенчук Анатолій Михайлович
- 1976–1979 — Пономарьов Петро Олексійович
- 1979–1995 — Малюга Михайло Федорович
- 1995–1996 — Русанцов Юрій Олександрович